# Герлі (Міссурі)
Герлі (англ. Hurley) — місто (англ. city) в США, в окрузі Стоун штату Міссурі. Населення — 176 осіб (2020).

## Географія
Герлі розташоване за координатами 36°55′50″ пн. ш. 93°29′58″ зх. д. / 36.93056° пн. ш. 93.49944° зх. д. (36.930570, -93.499530).  За даними Бюро перепису населення США в 2010 році місто мало площу 1,16 км², уся площа — суходіл.

## Демографія
Згідно з переписом 2010 року, у місті мешкало 178 осіб у 67 домогосподарствах у складі 47 родин. Густота населення становила 154 особи/км².  Було 79 помешкань (68/км²).
Расовий склад населення:
| - 98,9 % — білих - 0,6 % — корінних американців |

До двох чи більше рас належало 0,6 %. Частка іспаномовних становила 0,0 % від усіх жителів.
За віковим діапазоном населення розподілялося таким чином: 27,5 % — особи молодші 18 років, 62,9 % — особи у віці 18—64 років, 9,6 % — особи у віці 65 років та старші. Медіана віку мешканця становила 36,5 року. На 100 осіб жіночої статі у місті припадало 125,3 чоловіків;  на 100 жінок у віці від 18 років та старших — 101,6 чоловіків також старших 18 років.
Середній дохід на одне домашнє господарство  становив 33 161 долар США (медіана — 23 750), а середній дохід на одну сім'ю — 34 811 долар (медіана — 28 393). Медіана доходів становила 30 625 доларів для чоловіків та 30 625 доларів для жінок. За межею бідності перебувало 23,9 % осіб, у тому числі 30,5 % дітей у віці до 18 років та 29,2 % осіб у віці 65 років та старших.
Цивільне працевлаштоване населення становило 68 осіб. Основні галузі зайнятості: освіта, охорона здоров'я та соціальна допомога — 29,4 %, роздрібна торгівля — 17,6 %, транспорт — 13,2 %, науковці, спеціалісти, менеджери — 10,3 %.